# Belocephalus sleighti
Belocephalus sleighti is een rechtvleugelig insect uit de familie sabelsprinkhanen (Tettigoniidae). De wetenschappelijke naam van deze soort is voor het eerst geldig gepubliceerd in 1914 door Davis.
1. ↑  (en) Belocephalus sleighti op de IUCN Red List of Threatened Species.